# Seznam dirkačev v motociklizmu (P)
- Alberto Pagani
- Nello Pagani
- Alessio Palumbo
- Mattia Pasini
- Renzo Pasolini
- Daniel Pedrosa
- Fabricio Perren
- Lukáš Pešek
- Bill Petch
- Roland Pike
- Paolo Pileri
- Michele Pirro
- Manuel Poggiali
- Patrick Pons
- Sito Pons
- Sebastián Porto
- Umberto Praga
- Tarquinio Provini
- Alberto Puig